# Клара Коукалова
Кл́ара Коукалова (чеськ. Klára Koukalová), з 2006 по 2014 Закопалова (Zakopalová) (24 лютого 1982) — чеська тенісистка.
Клара Коукалова дебютувала на турнірах Великого шолома 2003 року в Австралії. Тоді в першому матчі вона перемогла таку ж дебютантку Марію Шарапову, а потім, сенсаційно, Моніку Селеш. Однак, в третьому колі турнір для неї завершився.  
2006 року Клара одружилася із футболістом Яном Закопалом. 
За кар'єру вона 8 разів грала в фіналах турнірів WTA і двічі перемогла, обидва рази в сезоні 2005 року. 15 квітня 2013 року вона вперше потрапила в двадцятку світового рейтингу. 

## Фінали турнірів WTA

### Одиночний розряд: 15 (3 титули, 12 поразок)
| Легенда                          |
| -------------------------------- |
| Турніри Великого шлему           |
| Турніри WTA Premier              |
| Турніри WTA Premier              |
| Турніри WTA International (3–12) |

| Фінали за покриттям |
| ------------------- |
| Тверде (2–3)        |
| Ґрунт (0–7)         |
| Трава (1–1)         |
| Килим (0–1)         |

| Результат | В-П  | Дата        | Турнір                                                 | Категорія     | Покриття  | Опонент                 | Рахунок       |
| --------- | ---- | ----------- | ------------------------------------------------------ | ------------- | --------- | ----------------------- | ------------- |
| Поразка   | 0–1  | Тра 2001    | Belgian Open                                           | Tier V        | Ґрунт     | Барбара Ріттнер         | 3–6, 2–6      |
| Поразка   | 0–2  | Лип 2002    | Гран-прі принцеси Лалли Мер'єм                         | Tier V        | Ґрунт     | Патріція Вартуш         | 7–5, 3–6, 3–6 |
| Поразка   | 0–3  | Сер 2003    | Orange Warsaw Open, Польща                             | Tier III      | Ґрунт     | Анна Смашнова           | 2–6, 0–6      |
| Поразка   | 0–4  | Чер 2004    | Rosmalen Grass Court Championships, Нідерланди         | Tier III      | Трава     | Марі П'єрс              | 6–7(6–8), 2–6 |
| Поразка   | 0–5  | Сер 2004    | Warsaw Open, Польща (2)                                | Tier III      | Ґрунт     | Флавія Пеннетта         | 5–7, 6–3, 3–6 |
| Перемога  | 1–5  | Чер 2005    | Rosmalen Open, Нідерланди                              | Tier III      | Трава     | Луціє Шафарова          | 3–6, 6–2, 6–2 |
| Поразка   | 1–6  | липень 2005 | Internazionali Femminili di Tennis di Palermo, Італія  | Tier IV       | Ґрунт     | Анабель Медіна Гаррігес | 4–6, 0–6      |
| Перемога  | 2–6  | Вер 2005    | Banka Koper Slovenia Open                              | Tier IV       | Тверде    | Катарина Среботнік      | 6–2, 4–6, 6–3 |
| Поразка   | 2–7  | Лют 2008    | Cachantún Cup, Чилі                                    | Tier III      | Ґрунт     | Флавія Пеннетта         | 4–6, 4–5 ret. |
| Поразка   | 2–8  | Сер 2010    | Danish Open                                            | International | Килим (i) | Каролін Возняцкі        | 2–6, 6–7(5–7) |
| Поразка   | 2–9  | Вер 2010    | Hansol Korea Open Tennis Championships, Південна Корея | International | Тверде    | Аліса Клейбанова        | 1–6, 3–6      |
| Поразка   | 2–10 | Січ 2013    | WTA Shenzhen Open, КНР                                 | International | Тверде    | Лі На                   | 3–6, 6–1, 5–7 |
| Поразка   | 2–11 | Січ 2014    | Hobart International, Австралія                        | International | Тверде    | Гарбінє Мугуруса        | 4–6, 0–6      |
| Поразка   | 2–12 | Лют 2014    | Rio Open, Бразилія                                     | International | Ґрунт     | Нара Курумі             | 1–6, 6–4, 1–6 |
| Перемога  | 3–12 | Бер 2014    | Brasil Tennis Cup                                      | International | Тверде    | Гарбінє Мугуруса        | 4–6, 7–5, 6–0 |

### Парний розряд: 10 (4 титули, 6 поразок)
| Легенда               |
| --------------------- |
| Grand Slam            |
| Premier M & Premier 5 |
| Premier (0–2)         |
| International (4–4)   |

| Фінали за покриттям |
| ------------------- |
| Тверде (2–4)        |
| Ґрунт (1–1)         |
| Трава (1–1)         |
| Килим (0–0)         |

| Результат | В-П | Дата     | Турнір                                                | Категорія     | Покриття   | Партнер                   | Опоненти                            | Рахунок               |
| --------- | --- | -------- | ----------------------------------------------------- | ------------- | ---------- | ------------------------- | ----------------------------------- | --------------------- |
| Поразка   | 0–1 | Вер 2001 | Tournoi de Québec, Канада                             | Tier III      | Килим (i)  | Алена Вашкова             | Саманта Рівз Адріана Серра-Дзанетті | 5–7, 6–4, 3–6         |
| Поразка   | 0–2 | Лип 2009 | Banka Koper Slovenia Open                             | International | Тверде     | Каміль Пен                | Юлія Гергес Владіміра Угліржова     | 4–6, 2–6              |
| Поразка   | 0–3 | Жов 2009 | Кубок Кремля, Росія                                   | Premier       | Тверде (i) | Марія Кондратьєва         | Марія Кириленко Надія Петрова       | 2–6, 2–6              |
| Перемога  | 1–3 | Чер 2011 | Rosmalen Grass Court Championships, Нідерланди        | International | Трава      | Барбора Стрицова          | Домініка Цібулкова Флавія Пеннетта  | 1–6, 6–4, [10–7]      |
| Поразка   | 1–4 | Лип 2011 | Internazionali Femminili di Tennis di Palermo, Італія | International | Ґрунт      | Андреа Сестіні Главачкова | Сара Еррані Роберта Вінчі           | 5–7, 1–6              |
| Поразка   | 1–5 | Чер 2013 | Eastbourne International, UK                          | Premier       | Трава      | Моніка Нікулеску          | Надія Петрова Катарина Среботнік    | 3–6, 3–6              |
| Перемога  | 2–5 | Лип 2013 | Swedish Open                                          | International | Ґрунт      | Анабель Медіна Гаррігес   | Александра Дулгеру Флавія Пеннетта  | 6–1, 6–4              |
| Перемога  | 3–5 | Січ 2014 | WTA Shenzhen Open, КНР                                | International | Тверде     | Моніка Нікулеску          | Людмила Кіченок Надія Кіченок       | 6–3, 6–4              |
| Перемога  | 4–5 | Січ 2014 | Hobart International, Австралія                       | International | Тверде     | Моніка Нікулеску          | Ліза Реймонд Чжан Шуай              | 6–2, 6–7(5–7), [10–8] |
| Поразка   | 4–6 | Кві 2014 | Katowice Open, Польща                                 | International | Тверде (i) | Моніка Нікулеску          | Юлія Бейгельзимер Ольга Савчук      | 4–6, 7–5, [7–10]      |